# Liste der Biografien/Tuq
Liste der Biografien |
Portal Biografien |
Personensuche
# |
A |
B |
C |
D |
E |
F |
G |
H |
I |
J |
K |
L |
M |
N |
O |
P |
Q |
R |
S |
T |
U |
V |
W |
X |
Y |
Z |
?
 
Ta |
Tc |
Te |
Tf |
Tg |
Th |
Ti |
Tj |
Tk |
Tl |
Tm |
To |
Tq |
Tr |
Ts |
Tu |
Tv |
Tw |
Tx |
Ty |
Tz
 
Tua |
Tub |
Tuc |
Tud |
Tue |
Tuf |
Tug |
Tuh |
Tui |
Tuj |
Tuk |
Tul |
Tum |
Tun |
Tuo |
Tup |
Tuq |
Tur |
Tus |
Tut |
Tuu |
Tuv |
Tuw |
Tux |
Tuy |
Tuz
Die Liste der Biografien führt alle Personen auf, die in der deutschsprachigen Wikipedia einen Artikel haben. Dieses ist eine Teilliste mit 4 Einträgen von Personen, deren Namen mit den Buchstaben „Tuq“ beginnt.

## Tuq

### Tuqa
- Tuqa Timur, jüngerer Bruder des Mongolen-Herrscher Batu Khan
- Tuqan, Jafar (1938–2014), palästinensisch-jordanischer Architekt

### Tuqi
- Tuqiri, Lote (* 1979), australischer Rugby-Union-Spieler und Rugby-League-Spieler

### Tuqu
- Tuquib, Jesus (1930–2019), philippinischer Geistlicher, römisch-katholischer Erzbischof von Cagayan de Oro